# Comté de Göteborg et Bohus
Le comté de Göteborg et Bohus (en suédois Göteborgs och Bohus län est un ancien comté de Suède. Il incluait la province de Bohuslän, la partie ouest du Västergötland ainsi que la paroisse de Lindome du Halland. Son chef-lieu était Göteborg, avec certaines parties de l'administration à Uddevalla. Il fait depuis 1998 partie du comté de Västra Götaland.

## Histoire
En 1658, le Bohuslän devient suédois selon le traité de Roskilde. La province avait alors un gouverneur, avec le fort de Bohus comme résidence. Le comté de Bohus län fut créé en 1680, et comprenait la province de Bohuslän ainsi que la ville de Göteborg et quelques parties du comté d'Älvsborg. En 1700, le nom changea pour comté de Göteborg et Bohus, et Göteborg en devint le chef-lieu. En 1998, le comté fusionna avec celui d'Älvborg et la plupart du comté de Skaraborg pour former le comté de Västra Götaland.